# Slottsskogen
Slottsskogen ist ein Ort (tätort) in der schwedischen Provinz Uppsala län und in der historischen Provinz Uppland.

## Lage
Slottsskogen gehört zur Gemeinde Håbo. Der Ort liegt knapp 20 km Luftlinie südlich des Zentrums der Provinzhauptstadt Uppsala und 15 km nördlich des Gemeindezentrums Bålsta am Skofjärden, einem Teil des Mälaren-Sees. Der Ort liegt auf der Sko-Halbinsel (Skohalvön), die im Osten, Norden und Westen von Ausläufern des Mälaren umgeben ist. Daher ist die Straße nach Uppsala bedeutend länger als die direkte Entfernung. Vom Zentrum Stockholms ist Slottsskogen knapp 50 Kilometer entfernt. Slottsskogen ist der zweitgrößte Ort der Gemeinde Håbo nach ihrem Zentralort Bålsta.
Die Straße nach Slottsskogen, eine sekundäre Provinzstraße, zweigt in Häggeby vom Länsväg 263 von Märsta in Richtung Enköping ab.

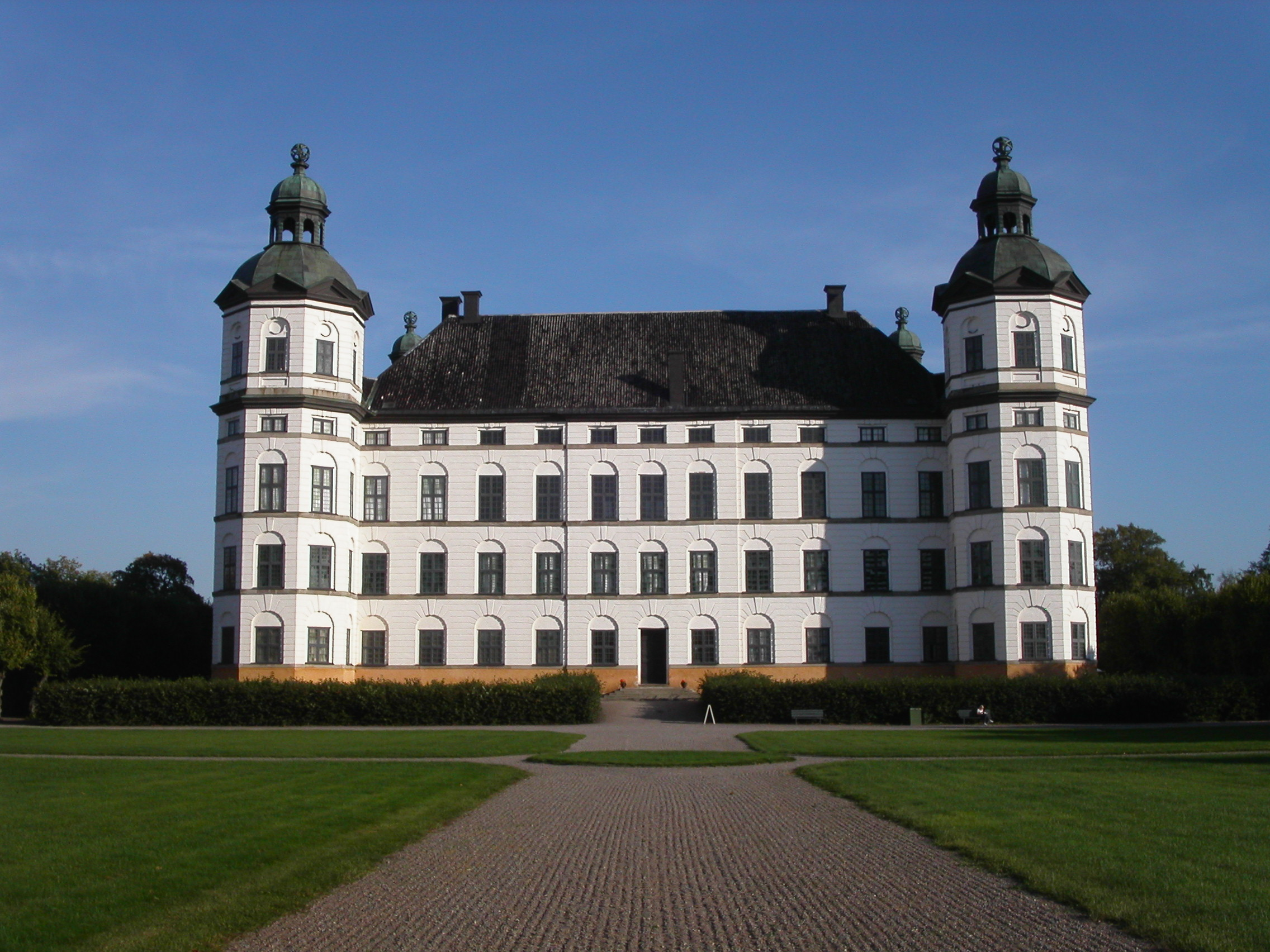
Schloss Skokloster
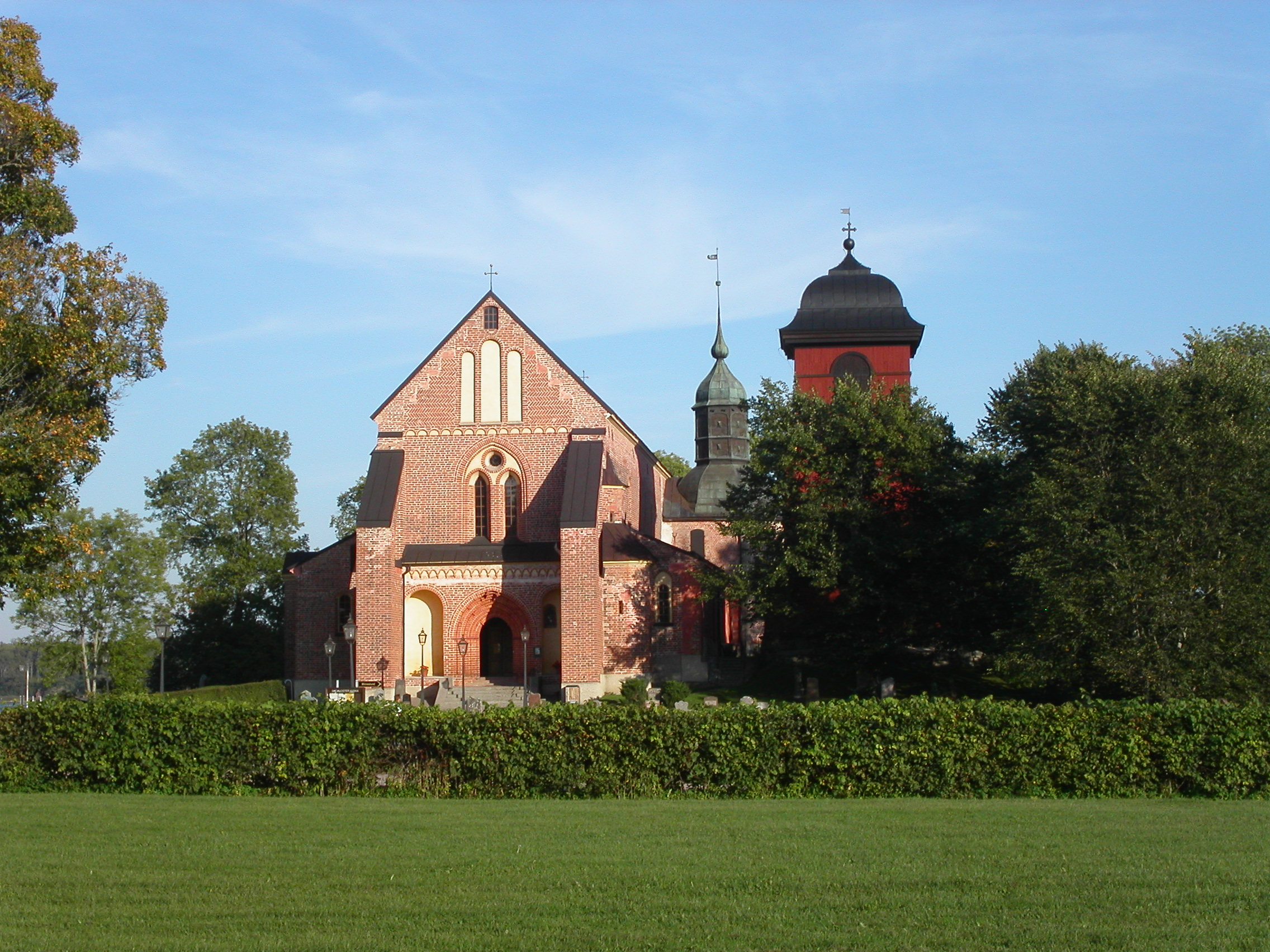
Skoklosters kyrka
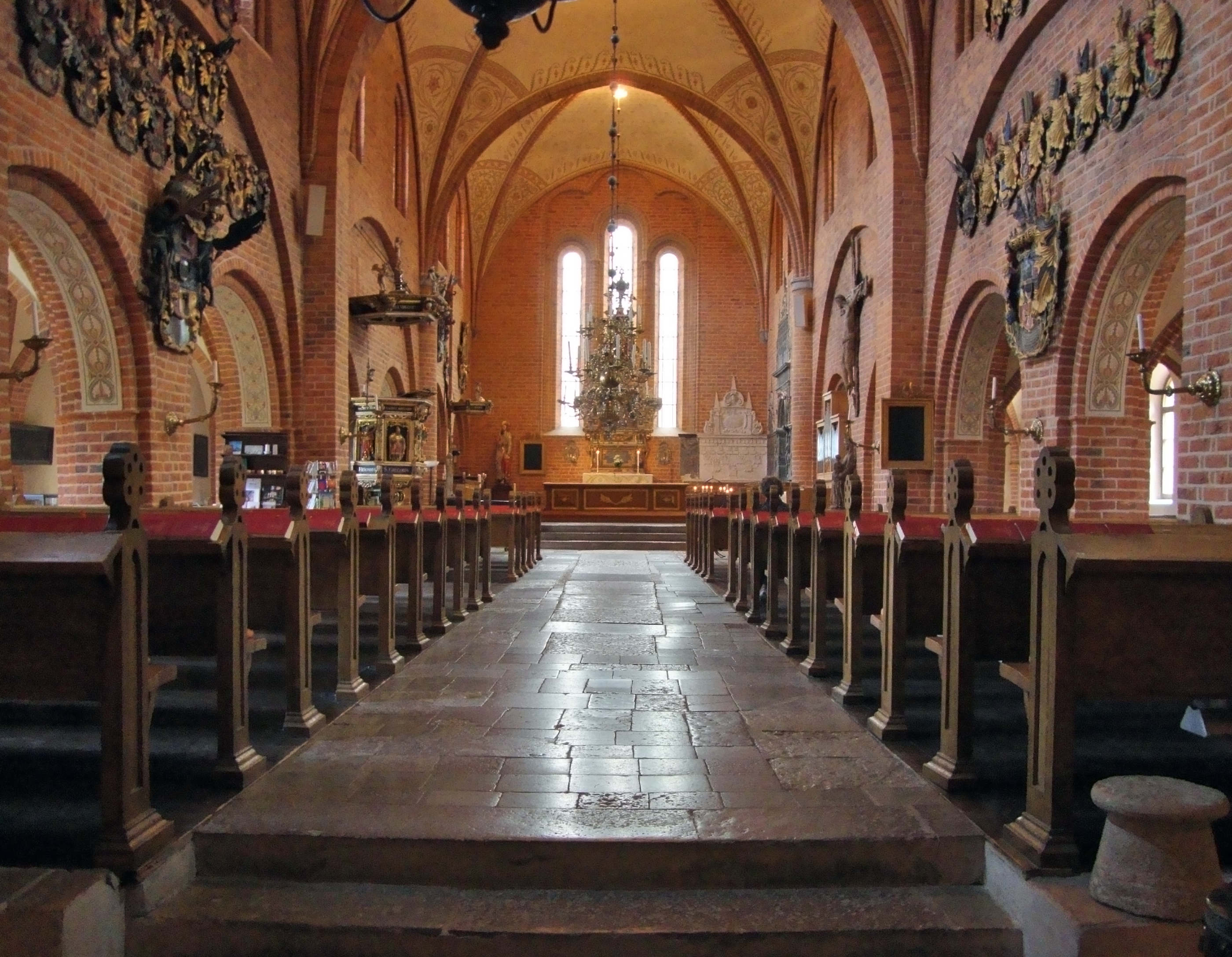
Interieur der Kirche
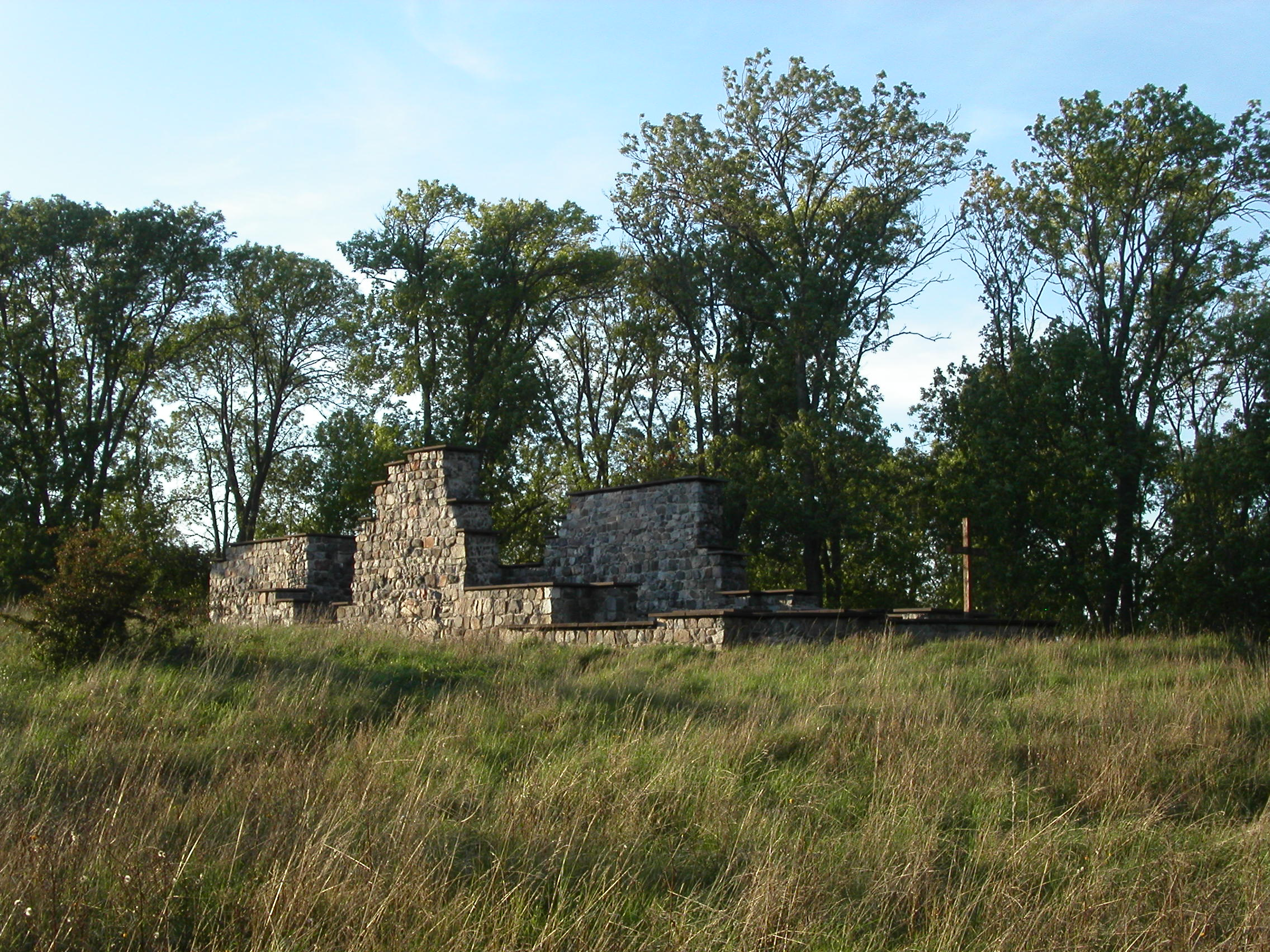
Flasta-Kirchenruine

## Geschichte und Sehenswürdigkeiten
Slottsskogen – der Name bedeutet im Schwedischen ‚Schlosswald‘ –  entwickelte sich in den letzten Jahrzehnten in einem Waldgebiet unmittelbar südlich von Schloss Skokloster zu einer Wohnsiedlung mit Einfamilienhäusern und Freizeitanlagen (Tennisplatz, Schwimmbad, Boots- und Badestege am See), die sich im Gemeinschaftsbesitz der Anwohner befinden. Seit 1980, als der Ort erstmals als Tätort ausgewiesen wurde, wuchs die Einwohnerzahl auf mehr als das Vierfache. In einigem Abstand liegt weiter südlich eine weitere ähnliche, etwas kleinere Wohnanlage, Söderskogen.
Das Schloss Skokloster aus der zweiten Hälfte des 17. Jahrhunderts, knapp zwei Kilometer von Slottsskogen entfernt, ist eine der bedeutendsten barocken Schlossanlagen Schwedens. Unweit des Schlosses befindet sich die Skoklosters kyrka, ursprünglich aus dem 13. Jahrhundert und Teil eines Zisterzienser-Nonnenklosters. Einen Kilometer weiter nordwestlich steht die Ruine der Flasta-Kirche aus dem 12. Jahrhundert. Die Orte der Sko-Halbinsel, Schloss und Kirche gehören zur Kirchengemeinde Skokloster (Uppsala).
Westlich und nordwestlich des Ortes erstrecken sich zwei Naturschutzgebiete: Sandhagens naturreservat und Arnöhuvuds naturreservat.